# Quantité catalytique
Une quantité catalytique est une notion très souvent employée en chimie, et pourtant très imprécise, indiquant qu'un réactif a été utilisé en petite quantité (environ 1-20 %) par rapport au produit de départ. Le contraire d'une quantité catalytique est appelée une quantité stœchiométrique.

## Catalytique et catalyseur
Un catalyseur est, par sa définition, une substance accélérant une réaction (au point qu'une réaction peut prendre un temps infini sans catalyseur) mais qui se retrouve inchangée à la fin de la réaction. Grâce à cette propriété d'accélérer une réaction tout en étant constamment régénéré, un catalyseur n'a généralement pas besoin d'être utilisé en quantité stœchiométrique. Ceci a conduit à l'émergence du terme « quantité catalytique » pour désigner le fait qu'on n'utilise le catalyseur que dans une proportion représentant généralement entre 1 et 20 % (en masse ou en équivalent). C'est un abus de langage mais il est très ancré dans la littérature scientifique.

## Catalytique vs stœchiométrique
Dans certains cas, une réaction chimique mène à des résultats différents selon que l'on utilise une quantité catalytique ou stœchiométrique d'un réactif. Voir, par exemple, la métathèse des énynes.